# والت لمون جونیور
والتر لمون جونیور (زاده ۲۶ ژوئیه ۱۹۹۲) یک بسکتبالیست حرفه ای آمریکایی باشگاه آفریقا است. او چهار سال بسکتبال کالج را با بردلی بریوز بازی کرد.
او پسر والتر پدر و کاترینا لمون است و یکی از سه خواهر و برادر است. او مدرک لیسانس خود را در روان‌شناسی گرفت. او که در شیکاگو بزرگ شده بود، همیشه می‌خواست مانند دریک رز باشد.